# Jesper van der Wielen

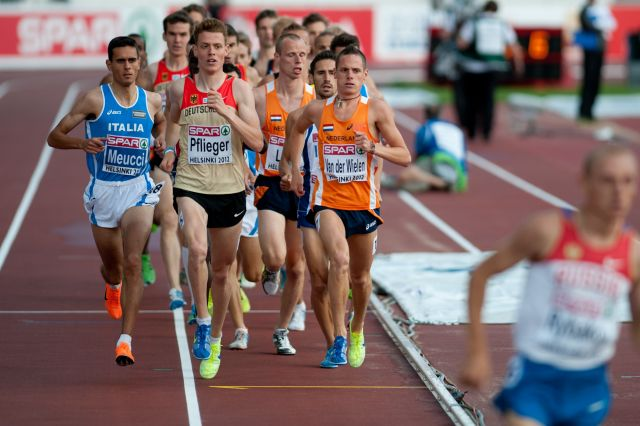
Jesper van der Wielen (rechts) tijdens de EK in Helsinki

Jesper van der Wielen (Nijmegen, 2 augustus 1991) is een Nederlandse atleet uit Wijchen, die zich heeft toegelegd op de middellange tot lange afstanden.

## Loopbaan

### Brons op EK U23
Van der Wielen leverde zijn meest in het oog springende internationale prestatie tot nu toe op de Europese kampioenschappen U23 in Ostrava in 2011, waar hij op de 5000 m na een aanvallend gelopen race een bronzen medaille veroverde. Het was de eerste keer in de geschiedenis van dit toernooi, dat op dit nummer een Nederlandse atleet in de prijzen viel.

### Aanloop naar EK 2012 en deceptie
Van der Wielen ging in het jaar 2012 voortvarend van start. Op de halve marathon van Egmond op 8 januari vocht hij samen met Khalid Choukoud en Michel Butter gedurende de gehele wedstrijd, wie van hen achter de eerste groep ongrijpbare Afrikaanse toppers als beste Nederlander de finish zou passeren. Dat duel verloor hij, maar hij hoefde slechts zeven seconden toe te geven op zijn in dezelfde tijd van 1:03.13 eindigende landgenoten, van wie Choukoud uiteindelijk aan het langste eind trok.
Aan het begin van het baanseizoen was het halen van de limiet op de 5000 m voor de Europese kampioenschappen in Helsinki een volgend doel. Daartoe zou Van der Wielen dan een flink stuk van zijn PR uit 2010 moeten afhalen, want dat was het Nederlandse jeugdrecord dat hij sinds 2010 met 13.50,43 op zijn eigen naam had staan, terwijl de EK-limiet 13.32,15 was. Op 26 mei slaagde hij bij een wedstrijd in het Belgische Oordegem in zijn opzet, want daar won hij een 5000 m in 13.29,87, een verbetering van zijn PR met meer dan twintig seconden en de zevende tijd op de Nederlandse ranglijst van beste prestaties aller tijden. Eerder die maand had hij ook al zijn PR-prestaties op de 1500 m en 3000 m aangescherpt. En ook op de 3000 m tijdens de wedstrijden om de Gouden Spike in Leiden, enkele weken later, bleek het met zijn vorm, gezien zijn winnende tijd van 7.58,95, nog dik in orde.
Eind juni wilde het op de 5000 m van de EK in Helsinki echter totaal niet lukken. Van der Wielen kon zijn draai niet vinden, kwam niet in zijn ritme en moest al snel gedesillusioneerd opgeven. Later verklaarde hij op Facebook niet te begrijpen waarom zijn EK-race was mislukt, want in de dagen voorafgaand aan de EK was het naar zijn zeggen juist nog zo lekker gegaan.

### Nieuwe doelen
Jesper van der Wielen nam daarna een rustpauze om zich fysiek en mentaal te herstellen van de teleurstelling van de EK. Na een vakantie van vijf weken, die door maag- en darmklachten, opgelopen tijdens zijn verblijf in Egypte, wat langer was gaan duren dan de bedoeling was, pakte hij eind augustus de draad weer op. Hij stelde zich voor de rest van 2012 twee doelen: een medaille pakken op de Europese kampioenschappen veldlopen en een aanval doen op het Nederlandse record op de 15 km tijdens de Zevenheuvelenloop.
Beide doelen werden weliswaar niet gehaald, maar zijn resultaten boden toch perspectief. Bij de Zevenheuvelenloop finishte hij als twaalfde in 44.27, nog achter zijn landgenoot Abdi Nageeye, die als tiende 44.13 liet optekenen. Knieproblemen in de dagen voorafgaande aan de loop verhinderden, dat Van der Wielen voluit kon gaan en zo bleef het nationale record van Khalid Choukoud van 43.33 buiten bereik. Op de EK veldlopen in een winters Boedapest werd hij vierde in de categorie U23, met een achterstand van drie seconden op de als derde finishende Brit James Wilkinson en zestien seconden achter de winnaar, de Noor Hendrik Ingebrigtsen.
In 2014 eindigde Van der Wielen bij de halve marathon van Egmond op een zesde plaats met een tijd van 1:03.55.

## Nederlandse kampioenschappen
| Onderdeel      | Jaar       |
| -------------- | ---------- |
| 5000 m         | 2013, 2014 |
| halve marathon | 2019       |
| veldlopen      | 2017       |

## Persoonlijke records
Baan
| Onderdeel | Prestatie | Datum       | Plaats     | Speciaal |
| --------- | --------- | ----------- | ---------- | -------- |
| 1500 m    | 3.41,50   | 23 mei 2015 | Oordegem   |          |
| 3000 m    | 7.52,57   | 18 mei 2012 | Wageningen | NR U23   |
| 5000 m    | 13.29,02  | 26 mei 2012 | Oordegem   |          |

Weg
| Onderdeel | Prestatie | Datum            | Plaats              |
| --------- | --------- | ---------------- | ------------------- |
| 5 km      | 14.16     | 2 april 2017     | Carlsbad            |
| 10 km     | 28.18     | 4 april 2015     | Paderborn           |
| 15 km     | 44.27     | 18 november 2012 | Nijmegen            |
| 20 km     | 1:00.36   | 4 maart 2012     | Alphen aan den Rijn |
| marathon  | 2:19.05   | 15 oktober 2023  | Amsterdam           |

Indoor
| Onderdeel | Prestatie | Datum           | Plaats    |
| --------- | --------- | --------------- | --------- |
| 1500 m    | 3.44,59   | 25 januari 2015 | Apeldoorn |
| 3000 m    | 8.01,24   | 7 februari 2015 | Gent      |

## Palmares

### 1500 m
- 2012:  NK - 3.51,94

### 3000 m
- 2009: 8e EK team - 8.34,09
- 2010: 5e Gouden Spike - 7.58,86
- 2011:  Memorial Leon Buyle in Oordegem - 7.58,21
- 2012:  Wageningen - 7.52,57
- 2011: 4e Gouden Spike - 8.06,74
- 2012:  Gouden Spike - 7.58,95
- 2015:  NK indoor - 8.06,59

### 5000 m
- 2009: 7e EJK te Novi Sad - 14.29,47
- 2010: 10e WJK te Moncton - 14.09,11
- 2011:  EK U23 te Ostrava - 14.23,31
- 2011:  NK - 14.18,03
- 2012: DNF EK
- 2012:  IFAM in Oordegem - 13.29,02
- 2013: 9e EK U23 te Tampere - 14.29,24
- 2013:  NK - 14.08,73
- 2014:  NK - 14.30,71

### 5 km
- 2009:  DrutenLoop - 14.59
- 2012:  Wijchen - 14.21
- 2013:  Wijchen - 14.33
- 2014:  Wijchen - 14.17

### 10 km
- 2010:  DrutenLoop - 31.09
- 2011:  NK 10 km in Tilburg - 29.01
- 2011: 7e Singelloop Utrecht - 28.59
- 2012: 5e Groet uit Schoorl Run - 29.03
- 2012: 15e Parelloop - 29.12
- 2012: 8e Zwitserloot Dakrun - 29.38
- 2013:  NK 10 km - 29.37
- 2014: 6e Singelloop in Utrecht - 29.46
- 2015:  Stevensloop in Nijmegen - 29.46,2
- 2015:  Osterlauf Paderborn - 28.16
- 2015:  Hilversum City Run - 28.41
- 2015: 5e Parelloop - 28.36
- 2015:  International Paderborner Osterlauf - 28.18
- 2015:  City Run in Hilversum - 28.41
- 2016:  Gerard Tebroke Memorialloop - 31.34
- 2017:  NK in Schoorl - 29.13
- 2018: 6e NK in Schoorl - 30.10
- 2018:  Stevensloop in Nijmegen - 31.08
- 2019:  Stevensloop - 30.02
- 2019: 5e Parelloop - 28.42
- 2019: 4e NK in Schoorl - 29.22

### 15 km
- 2008: 20e Montferland Run - 48.28
- 2011: 7e Zevenheuvelenloop - 44.36
- 2012:  Posbankloop in Velp - 44.58
- 2012: 12e Zevenheuvelenloop - 44.27
- 2013: 4e Zevenheuvelenloop - 44.32,6
- 2018: 20e Zevenheuvelenloop - 46.41

### 10 Eng. mijl
- 2012: 18e Tilburg Ten miles - 48.32
- 2012: 12e Dam tot Damloop - 47.03
- 2013: 9e Tilburg Ten Miles - 47.58
- 2013: 16e Dam tot Damloop - 48.16
- 2014: 15e Tilburg Ten Miles - 50.14

### halve marathon
- 2012: 8e halve marathon van Egmond - 1:03.20
- 2014: 6e halve marathon van Egmond - 1:03.55
- 2017:  NK te Nijmegen - 1:06.50
- 2019:  NK te Venlo - 1:02.56

### overige afstanden
- 2012:  20 van Alphen - 1:00.46
- 2013: 7e 4 Mijl van Groningen - 17.54
- 2023 32e marathon van Amsterdam - 2:19.05

### veldlopen
- 2007:  Warandeloop U18 - 14.39
- 2009:  Sylvestercross - 36.24
- 2009: 21e EK U20 te Dublin (6039 m) - 19.17
- 2010: 4e NK in Hellendoorn - 40.47
- 2010: 7e EK U20 te Albufeira - 18.19
- 2010:  Sylvestercross - 35.07
- 2011:  Mastboscross in Breda - 34.13
- 2011:  Pallas Papendal Cross in Arnhem - 25.25
- 2011:  NK (Warandeloop = 10,0 km) - 31.00 ( overall)
- 2011: 12e EK U23 - 24.04
- 2011: 4e Sylvestercross - 35.08
- 2012:  NK (Warandeloop) - 30.43 (6e overall)
- 2012: 4e EK U23 - 24.46
- 2012: 5e Sylvestercross - 36.09
- 2013:  NK (Warandeloop) - 30.37
- 2013: 13e EK U23 - 24.24
- 2013:  Warandeloop - 30.37
- 2014: 21e Lotto Cross Cup te Brussel (10.500 m) - 34.38
- 2015:  NK Abdijcross (10,5 km) - 33.21
- 2016: 7e Crosscup in Mol - 28.25
- 2016: 6e Warandeloop - 30.04
- 2016: 5e Sylvestercross - 35.52
- 2017:  NK te Amsterdam (10.800 m) - 33.59
- 2018: 5e NK - 44.24
- 2018: 11e Sylvestercross in Soest - 36.19